# Tërbuf
Tërbuf là một xã trong quận Lushnjë thuộc hạt Fier, Albania. Dân số năm 2005 là 12036 người.